# Thomas Sheraton
Thomas Sheraton nasceu em 1751 na cidade de Stockton-on-Tees, condado de Durham, na Inglaterra. Thomas teve uma infância obscura e, apesar de ser filho de um diretor de escola, nunca teve uma educação de qualidade por ser muito pobre, mas recebeu um treinamento voltado à marcenaria.

## Biografia
Em 8 de fevereiro de 1779, Sheraton casou-se com Margaret Mitchinson, em Norton, cidade do condado de Durham. Alguns anos após o casamento, em 1790, Thomas e Margaret mudaram-se para Londres, onde tiveram dois filhos. Até então Thomas trabalhou apenas como marceneiro, mas a partir de 1793 Sheraton começou a sustentar sua família com seus pequenos ganhos como autor.
Depois de muitos anos vivendo em Londres, em 1800, Sheraton e sua família voltaram a morar no condado de Durham, onde em 1802 foi ordenado Ministro Batista. Em 1804 Sheraton começou a trabalhar em tempo parcial com o jovem editor Adam Black. Adam deixou a seguinte descrição sobre Thomas: “Ele é um homem de talentos e, creio eu, de piedade genuína. Ele entende do negócio de marcenaria, creio eu que foi criado para isso, ele foi, e talvez atualmente ainda seja, um pregador. Ele é um estudioso, escreve bem, desenha, na minha opinião, magistralmente. É um autor, livreiro e professor”.
Thomas Sheraton morreu em 21 de outubro de 1806, com 55 anos, por uma inflamação no cérebro, acompanhada de febre e delírios. Deixou sua esposa, Margaret, e seus filhos na pobreza. Sheraton foi enterrado no cemitério da igreja de Saint James Piccadilly em 27 de outubro.
A carreira de Thomas Sheraton se deu início como aprendiz de marceneiro local. Foi aí onde adquiriu seus conhecimentos e interesse por mobiliário. Assim seguiu ele até ele se mudar para Londres em 1790. Thomas se considerava, como dito em um de seus escritos, “um mecânico que não teve o privilégio da educação universitária”. Já morando na capital da Inglaterra, trabalhou como professor de “Perspectiva, Arquitetura e Design de Armários para artesãos”. Na área de ensino, adquiriu sucesso moderado, pois sua carreira realmente se solidificou principalmente como autor e projetista de móveis. A partir de 1792, Thomas Sheraton publicou sua primeira obra, dividida em quatro volumes: “Livro de Desenhos para Estofadores e Fabricantes de Armários” (The Cabinet Maker's and Upholsterer's Drawing Book). E foi um sucesso, podendo-se dizer que se tornou popular da noite pro dia. Imediatamente, seus desenhos foram espalhados pelo país. O seu estilo, após conhecido como “Sheraton”, influenciou o mobiliário do século XVIII. Dos quatro volumes da obra, o primeiro tinha dissertações com palavras demais sobre arquitetura, geometria e perspectiva. Apesar disso, as anotações a respeito das ilustrações eram as mais detalhadas dentre qualquer outra publicação daquela época. Demonstrava enorme conhecimento técnico. Já a partir de seu segundo volume é onde sua reputação foi baseada: com formas e ilustrações ricas de detalhes e conhecimento. Os livros eram vendidos no mesmo endereço que sua casa, que também servia como depósito. Era simples e relativamente suja. Em 1803, ele lançou sua segunda obra, talvez a mais conhecida: “O Dicionário de Armários” (The Cabinet Dictionary). Consistia em uma coletânea de conhecimentos sobre a confecção de armários, mesas, estantes e cadeiras. O livro era “uma explicação de todos os termos utilizados com cadeiras, armários e estofamentos e dicionário para envernizar, polir e dourar”. Os móveis tinham um visual excêntrico, comparando com os outros desse período.
Um ano anterior à sua morte, em 1805, ele lança o primeiro volume de “A Enciclopédia para Fabricantes de Armários, Estofamentos e Artistas em Geral” (The Cabinet Maker, Upholsterer and General Artist's Encyclopedia). O mobiliário desta obra sofreu grande influência do estilo da Regência, com modelos não-convencionais. Era como um catálogo comercial. Foi reproduzido por toda a Grã Bretanha. Ele desenhava os móveis especialmente para as obras. Dessa forma, outros fabricantes punham os projetos em prática e assinavam pelos mesmos. Ou seja, os trabalhos de Thomas não eram diretamente atribuídos a ele. Há apenas uma estante que é tida como feita pelo próprio Sheraton. Ela possui uma assinatura “TS”, no interior de uma das gavetas.

## O estilo Sheraton
Como um dos grandes nomes no século XVIII, na área do mobiliário, Sheraton era marceneiro e estofador, mas ficou conhecido principalmente por seus livros. Ele escreveu diversos livros que são vendidos até os dias atuais. Seus designs se espalharam pela Europa e posteriormente pelos Estados Unidos, que foram adotados por fabricantes de móveis como Samuel Mclantire e Thomas Seymour como parte do estilo federal americano. Sobre os trabalhos de Sheraton como marceneiro, não se sabe muito, pois nenhum dos móveis com o chamado “Estilo Sheraton” levou seu nome como fabricante. Os móveis de Thomas Sheraton encontravam um equilíbrio magnífico entre o arquitetônico com um estilo pragmático. Possuíam simplicidade neoclássica, com uma sensação de elegância e leveza. 
Estes móveis eram, basicamente, uma versão de móveis neoclássicos, por isso eram menos ornamentados e com uma vista mais simplista, direta e muito refinada. Neoclássico: com base no renascimento da estética romana e grega, com uma geometria sem muitos adornos e harmonia matemática. Os designs de Sheraton são um reflexo da crescente riqueza da Grã- Bretanha da época e de seu Império em constante expansão. Por isso, muitos dos designs fazem demonstração do uso de madeiras exóticas em bandas cruzadas e incrustações e madeiras fortemente contrastantes, como exemplo o jacarandá e o satinwood. No livro "O Dicionário de Armários" contém explicações de todos os termos usados nos ramos de armários, cadeiras e estofamentos e exibição de artigos úteis de mobília. Nele, os estilos mais predominantes são os de Regência, com o espelho convexo fazendo sua primeira aparição.